# Basílica de San Sebastián de las Catacumbas

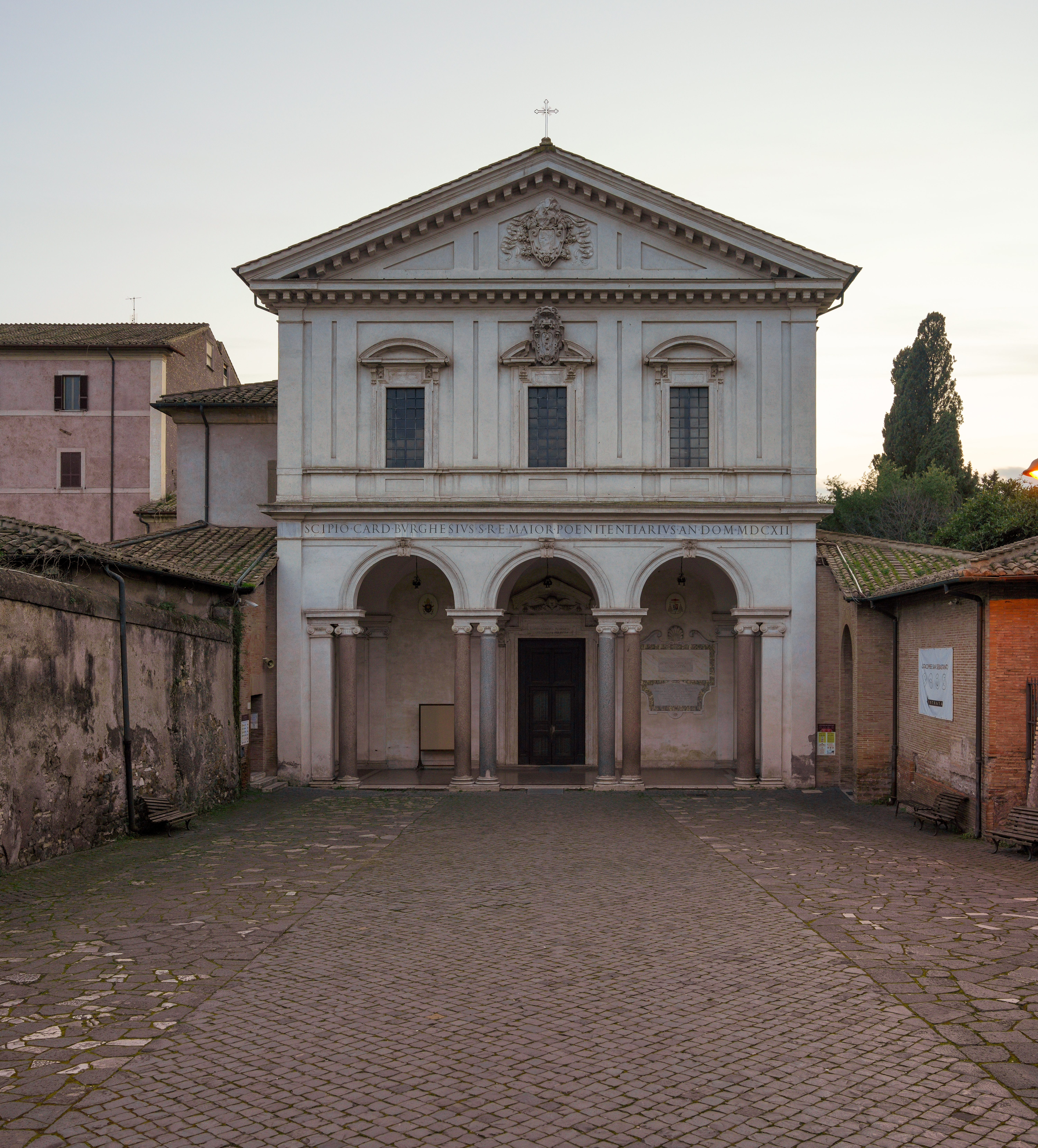
San Sebastián Extramuros, fachada.

San Sebastián de las Catacumbas o San Sebastián Extramuros (en idioma italiano, San Sebastiano fuori le mura) es una iglesia de Roma, Italia. Forma parte de las siete iglesias visitadas en el peregrinaje de las siete iglesias de Roma con ocasión del jubileo.
Construida originariamente en el siglo IV, la iglesia fue dedicada a san Sebastián, un mártir romano del siglo III muy venerado en toda la Cristiandad. A la iglesia se la llama ad catabumbas (de las Catacumbas) por las catacumbas de san Sebastián, sobre las cuales fue construida, y el apelativo de fuori le mura (extramuros) que también recibe se refiere al hecho de que la iglesia se encuentra fuera de la Muralla Aureliana y servía para distinguirla de la iglesia de san Sebastián en el Palatino.
Los restos de san Sebastián fueron retirados en torno al año 350, y transferidos a San Pedro del Vaticano en 826, por temor a un asalto de los sarracenos, que se materializó, causando la destrucción de la iglesia. El lugar de culto fue reedificado por el papa Nicolás I (858-867) y el altar del mártir fue consagrado nuevamente por el papa Honorio III a petición de los cistercienses, que recibieron el encargo de cuidar la iglesia. El edificio actual obedece a la reconstrucción ordenada por el cardenal Scipione Borghese en el siglo XVII y ejecutada primero por Flaminio Ponzio y después por Giovanni Vasanzio.
La capilla de las reliquias, diseñada por Ciro Ferri en 1672, contiene una piedra que tiene la impronta de los pies de Jesús, una de las flechas que mató a san Sebastián así como parte de la columna a la que estaba atado durante el suplicio. La imagen en mármol del santo yacente es de Giuseppe Giorgetti.
Cabe destacar igualmente la capilla Albani, construida en el 1716 por Carlo Maratta, Alessandro Specchi, Filippo Barigioni y Carlo Fontana.